# Cziáky Endre
alsócécei Cziáky Endre (Abaújalpár, Abaúj-Torna vármegye, 1898. november 20. – Mezőzombor, Zemplén vármegye, 1946. október 2.) magyar gazdálkodó, kisgazda politikus, nemzetgyűlési képviselő (1945–1946).

## Élete
Hétszilvafás kisnemesi családban született, református vallásban. Apja, Cziáky Gábor gazdatiszt volt, aki az abaújalpári nagybirtok alkalmazásában állt; anyja Lakatos Rózsa. Középiskolai tanulmányait a hajdúböszörményi Bocskay István Református Gimnáziumban folytatta, érettségi vizsgáit is ott tette le. Az első világháború idején katonának sorozták be, harcolt az olasz fronton, ahol súlyos sérülést szenvedett – légnyomást kapott. Legmagasabb katonai ragja tartalékos főhadnagy volt.
Leszerelését követően jogi egyetemi tanulmányokba kezdett, de nem fejezte be azokat. 1928-ig a szüleitől örökölt, 90 katasztrális holdnyi összterjedelmű földbirtokon gazdálkodott, majd annak egy jelentős részét eladva egy kis malmot vásárolt Mezőzomborban; onnantól a malom által termelt haszon és a mintegy 20 holdnyi maradék földjén folytatott gazdálkodás eredményei biztosították családja megélhetését.
1932-ben csatlakozott a Bajcsy-Zsilinszky Endre által alapított Nemzeti Radikális Párthoz, amely az évtized vége felé beolvadt a Független Kisgazdapártba (FKGP). Utóbbiban a mezőzombori helyi szervezet elnöke lett, és részt vett az 1939. évi választás kampányában, ami után a nyíregyházi törvényszék nagy összegű pénzbüntetésre ítélte.
1944-ben Erdélyben szovjet hadifogságba esett, ahol kiütéses tífuszt kapott, és csak 1945 októberében jutott haza. Ekkor, leromlott egészségi állapota ellenére újra bekapcsolódott a politikai életbe, és az 1945. november 4-i nemzetgyűlési választásokon az FKGP listáján a Borsod-Gömör-Zemplén-Abaúj vármegyei választókerületben nemzetgyűlési képviselővé választották. Ebben az időben a párt Zemplén megyei szervezete választmányának tagja, majd alelnöke volt.

### Magánélete
24 évesen kötött házasságot, felesége óvári Fodor Emma volt, akitől két lánya született, Klára (1924) és Éva (1928).
Életének 48., házasságában 24. évében hunyt el mezőzombori otthonában, hosszú szenvedés után, a hadifogságban szerzett betegsége következtében. A helyi temetőben helyezték nyugovóra október 4-én, református szertartás szerint.

## Társadalmi megbízatásai
- 1945–1947 között az Országos Magyar Malomipari Szövetség választmányi tagja volt.